# Danijela Pintarić
Danijela Pintarić (Zagreb, 13. ožujka 1979.) je hrvatska sopranistica, violinistica i kazališna umjetnica.

## Životopis
Danijela Pintarić rođena je u Zagrebu. Osnovnu školu, kao i srednju Glazbenu školu Franje Kuhača završila je u Osijeku, gdje je maturirala u klasi profesorice Eve Huhn. Na Muzičkoj akademiji u Zagrebu diplomirala je 2001. godine violinu u klasi Marije Ćepulić, te solo pjevanje 2003. godine u klasi Lidije Horvat-Dunjko. Tijekom školovanja redovito je nagrađivana na regionalnim i državnim natjecanjima učenika i studenata glazbe u kategorijama violine, solo pjevanja i neklasičnih komornih sastava.

## Karijera
Pobijedila je u reality showu HRT-a "Coca Cola Music Stars". U Zagrebačkom Gradskom kazalištu Komedija debitirala je 2003. ulogom Sheile u mjuziklu "Kosa", a od siječnja 2006. godine u stalnom je angažmanu Gradskog Kazališta Komedija (na mjestu opernog pjevača – solista), gdje je ostvarila niz istaknutih uloga u mjuziklima i operetama. Van svoje matične kazališne kuće ostvaruje suradnje s Hrvatskim narodnim kazalištem u Osijeku i Zagrebu.
Uz stalne angažmane u kazalištu, redovito održava koncerte diljem Hrvatske i Europe, te u SAD-u i Japanu izvodeći vrlo raznolik i bogat repertoar s područja opere, operete, mjuzikla i filmske glazbe, kombinirajući različite stilove i pjevačke tehnike. Solistički je nastupala sa Zagrebačkom filharmonijom, Sarajevskom filharmonijom, Dubrovačkim simfonijskim orkestrom, Big bandom HRT-a, Revijskim i Tamburaškim orkestrom HRT-a, te Orkestrom Opere HNK u Osijeku. Uspješno surađuje s mnogim glazbenicima i glazbenim sastavima, a s kolegama Tvrtkom Stipićem i Mariom Čoporom 2011. godine osnovala je Trio Cantabile s kojim je održala nekoliko koncerata u Indoneziji (Padang Panjang, Jakarta) te u Vukovaru, Zagrebu i u Osijeku u sklopu Osječkog ljeta kulture 2012.
Česta je gošća HRT-a, ostvarivši nastupe u raznim emisijama i prigodnim programima ("Dobro jutro, Hrvatska", "Crno bijelo u boji", "Večeri opatijskih serenada", "Tiha noć u Vukovaru", "Svirci moji", "Lijepom našom", "Živi zid", "Pljesak molim", "Goleo", "TV Bingo show", "Volim Hrvatsku", Izbor za "Miss Universe"), a njezine su interpretacije zabilježene i na raznim nosačima zvuka, uglavnom kompilacijama u izdanjima Croatia Recordsa i Orfeja.
Kao pjevačica bilježi nekoliko nastupa na festivalu "Dora".
Već na prvom nastupu 2007. godine bilježi izniman uspjeh s pjesmom "Moj Svijet" koja u konačnici završava na 3. mjestu.
Nakon toga ponovno se pojavljuje 2009. godine s pjesmom "Zlatna Rijeka" koja je završila na 11. mjestu
Na istom festivalu ponovno nastupa 2019. godine, ovog puta u duetu s pjevačem Bojan Jambrošić s pjesmom "Vrijeme Predaje" te završava na 9. mjestu
Od 2011. godine djeluje kao umjetnički suradnik na Umjetničkoj akademiji u Osijeku i to kao profesorica pjevanja na odsjeku glume i lutkarstva.

## Kazališne uloge
- Seoske pjevačice kao Agatha (Zagrebački operni studio, Ljetna turneja, 2002.)
- Čarobna frula kao Drugi dječak (HNK Zagreb, 2003.)
- Kosa kao Sheila (GK Komedija, 2003.)
- Aida kao Amneris (GK Komedija, 2005.)
- Skidajte se do kraja kao Estelle (2006. - danas)
- Gužva u gradu Djeda Božićnjaka (2006.)
- Briljantin kao Rizzo (GK Komedija, 2006.); kao Sandy (GK Komedija, 2007.)
- Ruža na asfaltu kao Ružica (GK Komedija, 2007.)
- Dundo Maroje 008 kao Laura (GK Komedija, 2008.)
- Lijepa Helena kao Helena (GK Komedija, 2009.)
- Tuđe pjesme, moji snovi kao Veronika (GK Komedija, koprodukcija s Aplauz teatrom, 2009.)
- Jalta Jalta kao Nina Filipovna (GK Komedija 2010. - danas; HNK Osijek (2012.)
- Kraljevi i konjušari kao Dora (HNK Osijek, koprodukcija s Muzičkim biennalom Zagreb, 2011.)
- "Ravnatelj kazališta" (W. A Mozart) kao Veronika (Frau Silberklang), Aplauz teatar, 2014.
- "Spli'ski akvarel" kao Marica (ZGK Komedija, 2014.)
- Mamma Mia kao Tanya (GK Komedija, 2015.)
- "Legenda Ružice grada" kao Ružica (ZGK Komedija, 2015.)
- "Moje pjesme moji snovi" kao Maria (HNK Osijek, 2016.)
- Byron kao Maria (GK Komedija, 2017.)
- "Grofica Marica" kao Lisa (ZGK Komedija, 2019.)
- "Ljepotica i zvijer" kao Babette (ZGK Komedija, 2022. - danas)

## Filmske uloge
- "Zbornica" kao gospođa Zidić (2021.)

## Nagrade i priznanja
- Festival kajkavske popevke, Krapina 2006. –  2. nagrada stručnog ocjenjivačkog suda i Nagrada publike (za izvedbu skladbe "Stiha povedaj mi mati" Đele Jusića i Nede Zubana)
- Nominacija za Nagradu hrvatskog glumišta godine 2006. u kategoriji Izuzetno ostvarenje mladih umjetnika (do 30 godina) - opereta/mjuzikl, ženska ili muška uloga za ulogu Amneris u mjuziklu „Aida”
- Dora 2007. – 3. mjesto (za izvedbu skladbe "Moj svijet" Andreja Baše i Roberta Pilepića)
- Festival kajkavske popevke, Krapina 2007. –  1. nagrada stručnog ocjenjivačkog suda – Grand prix (za izvedbu skladbe Mirjane Pospiš "Još o tebi senjam")
- Nominacija za Nagradu hrvatskog glumišta godine 2010. u kategoriji Izuzetno ostvarenje mladih umjetnika (do 30 godina) - opereta/mjuzikl, ženska ili muška uloga za ulogu Veronike u mjuziklu Tuđe pjesme, moji snovi
- Nagrada za Nagradu hrvatskog glumišta godine 2016. za najbolje umjetničko ostvarenje u opereti/mjuziklu - ženska uloga, za ulogu Ružice u mjuziklu "Legenda Ružice grada" i za ulogu Tanye u mjuziklu "Mamma Mia" - POBJEDA
- Međimurski festival "Ljubo Kuntarić" 2020.  - Grand prix (za izvedbu skladbe "Dravski bal" Tonija Eterovića i Leonarda Bakse u duetu s Goranom Grgićem)

## Vanjske poveznice
- Biografija na web stranicama kazališta "Komedija"  Arhivirana inačica izvorne stranice od 15. ožujka 2013. (Wayback Machine)